# Rehberger-Bibel
Die Rehberger-Bibel bzw. Rehberger-Ausgabe ist eine Luther-Bibel, die im Jahr 1765 im Nürnberger Druckhaus Johann Andrea Endter erschienen und nur einmal aufgelegt worden ist. 
Der vollständige Titel der Ausgabe lautet: Biblia, Das ist die ganze Heilige Schrift, Altes und Neues Testament, wie solche von Herrn Doctor Martin Luther seel. im Jahr Christi 1522 in unsere teutsche Mutter-Sprache zu übersetzen angefangen und Anno 1534 zu Ende gebracht worden, samt dessen Vorreden, Glossen und Parallel-Stellen, und dies so wohl mit des seel. Herrn Lutheri und seines Geschlechts, als anderen Bildnissen nebst derenselben Lebens-Läufen und verschiedenen ganz neu gefertigten schönen Kupfer-Tafeln ausgezieret. Ingleichen sind zu Ende dieses ganzen Bibel-Werks, nebst der unveränderten Augspurgischen Confession, die biblische Zeit-Rechnung und unterschiedliche nützliche Register beygedruckt worden. Vormals mit einer Vorrede Herrn Johann Michael Dillherrns herausgegeben, nun aber aufs neue und mit allem Fleis besorgt, mit einigen kurzen Anmerkungen und erbaulichen Nutz-Anwendungen versehen und mit einer Vorrede begleitet von Herrn Andreas Rehberger, Prediger bey St. Jacob.
Der Bibeldruck ist also benannt nach dem Besorger der Ausgabe, der kurze Anmerkungen, Nutz-Anwendungen und eine Vorrede angefügt hat. Der evangelische Theologe Andreas Rehberger (1716–1769) war ab 1746 Pfarrer von Nürnberg-St. Jobst sowie ab 1761 von Nürnberg-St. Jacobi. Rehberger war Mitglied des Pegnitzordens (Pegnesischer Blumenorden) und hat einige kleinere theologische Schriften und viele geistliche Lieder und Gedichte verfasst.
Die Bibel weist folgende Kollation auf: 20 Bll., 1.250 S., 5 Bll., 388 S., 33 Bll. Format: Folio; 41 cm hoch, 28 cm tief, 14 cm breit. 
Sie enthält zwei gestochene Frontispize, 12 gestochene Porträts, sechs gestochene Zwischentitel und fünf weitere ganzseitige Kupfertafeln, davon eine doppelblattgroß. Die Kupfertafeln im Vorwort zeigen neben elf Porträtdarstellungen von Churfürsten und Herzögen von Sachsen auch Martin Luther und seine Familie. Die restlichen Stiche zeigen sowohl biblische Szenen als auch allegorische Darstellungen. 